# 民事訴訟法院 (英格蘭)
民事訴訟法院（英語：Court of Common Pleas）。一直至13世纪，英格兰有两种法院，一种随国王流动，对刑事诉讼和民事诉讼具有管辖权；另一种是固定在某一地点，后来通常设在威斯敏斯特，负责审理民事诉讼。这些法院的活动自1223年起分别记录在彻览卷宗和法院卷宗上。《大宪章》第17条规定，民事訴訟法院不应随国王流动，而应被设在一特定地点。1272年，一独立的民事訴訟法院首席法官被任命。但是民事訴訟法院的级别低于国王的法院即王座法庭，因为王座法庭负责处理民事訴訟法院的错误。民事訴訟法院受理英格兰臣民间的民事诉讼。在该法院可以提起全部的物权诉讼以及旧时关于债务、返还原物、帐目和契约违反等的对人诉讼。这使它垄断了中世纪时期的重要职能。尽管不是最高的普通法法院，但它在当时最为活跃。它对地方法院和采邑法院行使监督权，但是其判决由王座法庭复核。民事訴訟法院对物权诉讼的排他性管辖权一直持续到19世纪，但是大部分旧时诉讼方式在很早之前就已取消，而且王座法院和理财法院通过法律上的拟制，以及由于收回不动产诉讼和对有关案件的侵权行为的增长，侵夺了民事訴訟法院的管辖权。
民事訴訟法院还有监督或纠正较古老的地方法院的错误的管辖权。这可以通过发布调案令，纠正错误判决令和在可能情况下发布再审令进行。17世纪时，该法院取得了发布禁审令和《人身保护出庭状》的一般管辖权。早期，高级律师在民事訴訟法院独享出庭权。这种做法由于诉讼费用过高而使得该法院不受欢迎。该法院于1875年被取消，并入新组建的高等法院，但立到1880年，其名称一直保留在民事訴訟法庭的名称个。原来属于民事訴訟法院专屑管辖范围内的诉讼全部转交给民事訴訟法庭。1880年，民事訴訟法庭和理财法庭并入高等法院皇座法庭。